# De Bazuin (Oenkerk)
De Bazuin is een brassband uit het Friese dorp Oenkerk opgericht in 1924.

## Geschiedenis
Al sinds 1924 bestaat er in Oenkerk (Fries: Oentsjerk) een muziekvereniging met de naam "De Bazuin",  aanvankelijk als fanfarekorps en in de hoedanigheid maakte de vereniging reeds succesvolle jaren door. In 1971 ging men over op brassband-bezetting. Vanaf die tijd is het niveau van de band gestaag gestegen. Als dirigent leverde vooral Tjeerd Brouwer hieraan een belangrijke bijdrage, evenals later Bienze IJlstra, onder wiens leiding in 1983 de eerste LP van de Bazuin is opgenomen. Vandaag de dag kent de band een bezetting van musici die afkomstig zijn uit Friesland en omstreken.
Door enthousiasme en volledige inzet behaalde "De Bazuin" in het binnen- en buitenland in de hoogste afdeling diverse prijzen. Zo won het vijf keer de Nederlandse Brassband Kampioenschappen; ook was de band een aantal keren winnaar van het Survento Brassband Festival. In 1995 en 1999 behaalde de band de titel Swiss Entertainment Champion. In 1999 eindigde de band op een 2e plaats tijdens de Europese Brassband Kampioenschappen in München, en zowel in 2004 als 2007 werd De Bazuin winnaar van de Euro Brass Contest.
Er werden ook verschillende radio-uitzendingen verzorgd en cd's opgenomen en er bestaat ook een dvd-opname van het Valentijnsconcert 2004.

## Tegenwoordig
De vereniging beschikt over drie orkesten, het A-orkest, het B-orkest en het C-orkest. Het A-orkest staat sinds maart 1986 onder de leiding van Klaas van der Woude. 

## Dirigenten
- ????-???? Tjeerd Brouwer
- ????-???? Bienze IJlstra
- 1985-2021 Klaas van der Woude
- 2021-heden Jaap Musschenga